# Acrophtalmia chionides
Acrophtalmia chionides är en fjärilsart som beskrevs av De Nicéville 1900. Acrophtalmia chionides ingår i släktet Acrophtalmia och familjen praktfjärilar. Inga underarter finns listade i Catalogue of Life.